# Chmielów (gromada w powiecie parczewskim)
Chmielów – dawna gromada, czyli najmniejsza jednostka podziału terytorialnego Polskiej Rzeczypospolitej Ludowej w latach 1954–1972.
Gromady, z gromadzkimi radami narodowymi (GRN) jako organami władzy najniższego stopnia na wsi, funkcjonowały od reformy reorganizującej administrację wiejską przeprowadzonej jesienią 1954 do momentu ich zniesienia z dniem 1 stycznia 1973, tym samym wypierając organizację gminną w latach 1954–1972.
Gromadę Chmielów z siedzibą GRN w Chmielowie utworzono – jako jedną z 8759 gromad na obszarze Polski – w powiecie włodawskim w woj. lubelskim na mocy uchwały nr 17 WRN w Lublinie z dnia 5 października 1954. W skład jednostki weszły obszary dotychczasowych gromad Chmielów, Korona i Bednarzówka ze zniesionej gminy Dębowa Kłoda oraz obszary dotychczasowych gromad Marianówka i Holendernia ze zniesionej gminy Krzywowierzba w tymże powiecie.
13 listopada 1954 gromada weszła w skład nowo utworzonego powiatu parczewskiego w tymże województwie, gdzie ustalono dla niej 9 członków gromadzkiej rady narodowej.
1 stycznia 1960 gromadę zniesiono, włączając jej obszar do gromad Przewłoka (wieś i kolonię Chmielów, wieś Korona oraz kolonie Marianówka, Czortówka, Julianówka i Holendernia) i Dębowa Kłoda (wieś i kolonię Bednarzówka oraz kolonię Rudniki) w tymże powiecie.